# Хуан Франсіско Хіро
Хуан Франсіско Хосе Хіро Суфріатегі (ісп. Juan Francisco José Giró Zufriategui; 3 червня 1791 — 8 травня 1863) — уругвайський політик, 4-й конституційний президент країни.

## Біографія
Народився в Монтевідео 3 червня 1791 року, син Хосе Хіро, іспанського іммігранта, та Марії Суфріатегі, уругвайської доньки батьків—басків. Навчався в рідному місті, в Буенос-Айресі та Ріо-де-Жанейро, а також в Іспанії та США, де жив між 1812 і 1815 роками.